# Askainen
Askainen (/ˈɑskɑinen/) (Villnäs trong tiếng Thụy Điển) là một đô thị của Phần Lan.
Vị trí ở tỉnh của Tây Phần Lan thuộc vùng Tây Nam Phần Lan. Đô thị này có dân số 938 (thời điểm ngày 31 tháng 12 năm 2004)và diện tích 61.52 km² (trừ diện tích mặt biển) trong đó có 0,26 km² là mặt nước nội địa. Mật độ dân số là 15,31 người trên mỗi km².
Dân đô thị này chỉ sử dụng tiếng Phần Lan